# Шраер, Максим Давидович
Максим Давидович Шраер (англ. Maxim D. Shrayer; род. 1967, Москва, СССР) — российско-американский двуязычный прозаик, поэт, литературовед и переводчик, профессор, автор более двадцати книг. Шраер настаивает на написании своего литературного имени по-русски в соответствии с его английским написанием: Максим Д. Шраер.

## Биография
Сын писателя Давида Шраера-Петрова и переводчицы Эмилии Шраер (Поляк). Проживал в Москве в районе Октябрьского поля; окончил спецшколу № 34 (английскую). С 1972 по 1986 год каждое лето отдыхал в Пярну (Эстония). С 1984 года учился в Московском университете. Начал писать стихи в 1985 году. В юности большое влияние на Шраера оказало общение с Генрихом Сапгиром, с которым, начиная с конца 1950-х годов дружил отец Шраера. Вместе с родителями Шраер провел почти 9 лет «в отказе».
В июне 1987 года эмигрировал в США. Окончил Университет Брауна по отделению сравнительного литературоведения, защитил докторскую диссертацию на отделении славистики Йельского университета. Профессор литературы и еврейских исследований в Бостонском Колледже (США). С 2011 года — председатель оргкомитета Набоковских Чтений (Санкт-Петербург). В 1997 основал проект Крепсовские Чтения — серию выступлений русскоязычных писателей русского рассеянья. В 2012 году получил стипендию Гуггенхаймовского Фонда.
Жена (с 2000 года) — врач и эпидемиолог Карен Элизабет Лассер (англ. Karen Elizabeth Lasser); двое детей. Живёт в предместье Бостона.

## Литературоведческие/биографические работы и литературные переводы
Среди литературоведческих книг Шраера монографии «Мир рассказов Набокова» (англ. The World of Nabokov's Stories; 1998) и «Русский поэт / Советский еврей: Наследие Эдуарда Багрицкого» (англ. Russian Poet / Soviet Jew: The Legacy of Eduard Bagritskii; 2000), также книга «Генрих Сапгир: классик авангарда» (2004), написанная в соавторстве Д. Шраером-Петровым, и другие книги. Многолетние исследования личных и литературных отношений Бунина и Набокова подытожены в книге «Бунин и Набоков» (2014; 2015; 2019; 2023), выдержавшей четыре издания, ставшей в России бестселлером и переведенной на несколько языков. В книге Шраера «Антисемитизм и упадок русской деревенской прозы» анализируется творческий путь ведущих представителей русской деревенской прозы Виктора Астафьева, Василия Белова и Валентина Распутина. Согласно отзыву Евгения Добренко, три эссе, составившие книгу известного американского литературоведа Максима Шраера, дают портреты трех крупнейших писателей-деревенщиков. Вклад нутряного антисемита Астафьева, политического антисемита Белова и экологического антисемита Распутина в формирование культуры русско-советского ресентимента, которым пропитана политическая жизнь постсоветской России, выводит эту тему далеко за пределы истории литературы и делает наблюдения Шраера предельно актуальными".
Шраер — составитель и сопереводчик двухтомной антологии «Антология еврейско-русской литературы: два века двойной самоидентификации в прозе и стихах» [2007] (An Anthology of Jewish-Russian Literature: Two Centuries of Dual Identity in Prose and Poetry, 1801—2001"), за которую он был удостоен Национальной Еврейской Премии (США) за 2007 г. В 2018 в Бостоне году вышла ещё одна составленная Шраером антология — Voices of Jewish-Russian Literature. Он составил и соперевел на английский четыре книги художественной прозы Давида Шраера-Петрова, вышедшие в США. Среди них Doctor Levitin — английский перевод первой книги трилогии об отказниках. В переводах Шраера на английский язык были опубликованы произведения более сорока поэтов и прозаиков, среди которых Павел Антокольский, Исаак Бабель, Эдуард Багрицкий, Лев Гинзбург, Семен Кирсанов, Осип Мандельштам, Евгений Рейн, Ян Сатуновский, Илья Сельвинский, Юрий Трифонов, Давид Шраер-Петров и другие.

## Холокост
Шраер — автор книги «I SAW IT: Ilya Selvinsky and the Legacy of Bearing Witness to the Shoah» (2013). Согласно интервью, данному Шраером Геннадию Кацову в апреле 2013 года, «Моя книга о том, как еврейско-русские поэты, прежде всего Илья Сельвинский, оказались общенародными свидетелями Шоа (Холокоста) на оккупированных Германией советских территориях, и о том, как в СССР стихи препятствовали замалчиванию и уничтожению памяти о Холокосте. … В книге исторические изыскания и биографические выкладки сочетаются с литературоведческим и культурологическим анализом. Мне хотелось, чтобы при этом книга читалась как документальный роман о войне и Катастрофе, о невероятно сложной судьбе еврея-поэта-солдата, о поэзии и правде в условиях тоталитаризма».

## Стихи и проза
По-русски стихи Шраера опубликованы четырьмя сборниками в России и США: «Табун над лугом» (Нью-Йорк, 1990), «Американский романс» (Москва, 1994), «Ньюхэйвенские сонеты» (Провиденс, 1998), «Стихи из айпада» (Тель-Авив, 2022). Шраер также опубликовал по-русски рассказы и эссе, как написанные по-русски, так и переведенные им самим с английского. По-русски публиковался в журналах и альманахах «Дружба народов», «Новый мир», «Побережье», «Сноб», «Colta», «Таллинн» и др. В 2020 в Бостоне вышла первая книга англоязычных стихов Шраера, Of Politics and Pandemics: Songs of a Russian Immigrant, а в 2024 году за ней последовала книга стихов Kinship.
По-английски художественная проза Шраера опубликована в его мемуарно-биографической дилогии «В ожидании Америки: рассказ об эмиграции» [2007] («Waiting for America: A Story of Emigration»; [русский перевод 2013; 2-е изд. 2016]) и «Покидая Россию: еврейская история» [2013] («Leaving Russia: A Jewish Story»), а также в книге рассказов «Йом Киппур в Амстердаме: рассказы» [2009] (Yom Kippur in Amsterdam: Stories) и книге новелл Русский иммигрант: Три новеллы [2019] (A Russian Immigrant: Three Novellas). Его проза печаталась в таких американских журналах, как «Agni», «Kenyon Review», «Southwest Review», «Tablet Magazine» и др. Стихотворения и автопереводы стихотворений Шраера печатались по-английски. Произведения Шраера переведены на русский, японский, китайский, хорватский, немецкий, словацкий, итальянский и др. языки. В 2017 году в Москве вышла книга рассказов Шраера «Исчезновение Залмана». По словам критика Анастасии Цылиной, "Для новой книги принципиальны вымышленность героев и сюжетов, дистанция между автором и героем, повлиявшая на выбор повествования от третьего лица, и жанр короткого рассказа, способный передать обобщенный опыт советских еврейских иммигрантов в Америке, вобрать в себя спектр ситуаций и калейдоскоп конфликтов. Герои Шраера наделены многоуровневой идентичностью, неустойчивой, внутренне конфликтной, пластичной и ситуативной. Все они пытаются «перелицовать собственное „я“„, отсечь опыт советского прошлого, адаптироваться в США или приобщиться к миру иудаизма“.
После публикации в Москве перевода книги Шраера „В ожидании Америки: Документальный роман“ (2013; 2016) Шраер стал более активно печататься в российских изданиях, и среди недавних публикаций как вещи, написанные по-русски, так и самопереводы с английского. Периодически публиковал блоги на сайте snob.ru. Хотя блоги Шраера главным образом посвящены вопросам культуры и истории, он иногда откликается на острые вопросы политики — как, например, в рассказе „Ахлабустин, или Русские в Пунта Кане“, ставшего предметом дискуссий. В 2017 в Москве был опубликован расширенный русский перевод книги рассказов Шраера Исчезновение Залмана (переводы автора и Д. Шраера-Петрова и Э. Шраер), а в 2019 году в Москве вышел документальный роман Шраера Бегство — русский перевод его книги Leaving Russia: A Jewish Story, выполненный автором совместно с Верой Полищук. По словам писателя Михаила Шишкина, „Книга Шраера покоряет искренностью…Эта книга о человеческом достоинстве“.
В мае 2016 года Максим Д. Шраер принимал участие в программе нью-йоркских „Русских сезонов в музее Николая Рериха“.
В ноябре 2022 года в Тель-Авиве в издательстве книжного магазина „Бабель“ вышла новая книга стихотворений Шраера „Стихи из айпада“, в которую вошли стихотворения, написанные в 2019—2022 годах и тематически связанные с поражением Трампа на выборах, ковидной пандемией и войной на Украине.
Весной 2023 года в Бостоне вышла новая книга литературных мемуаров Шраера Immigrant Baggage, написанная в период ковидной пандемии и сериально печатавшаяся в журнале Tablet. В мае 2024 года русскоязычная версия книги, Багаж иммигранта, вышла в Израиле.

## Основные книги
Художественная проза и эссеистика на английском языке:
- Immigrant Baggage: Morticians, Purloined Diaries, and Other Theatrics of Exile. Boston: Cherry Orchard Books, 2023.
  - русскоязычная версия Багаж иммигранта. Израиль: Книга Сефер, 2024.
- A Russian Immigrant: Three Novellas. Boston: Cherry Orchard Books, 2019.
  - итальянский перевод Immigrato russo. Roma: WriteUp Books, 2024.
- Soviet Ghosts Vacation in Santiago. A Family Chronicle. Brookline: Ladispoli Books, 2019.
- With or Without You: The Prospect for Jews in Today’s Russia. Boston: Academic Stories Press, 2017.
- Исчезновение Залмана. Рассказы. Москва: Книжники, 2017. (Серия: Проза еврейской жизни.)
- Leaving Russia: A Jewish Story. Syracuse: Syracuse University Press, 2013.
  - русский перевод Бегство. Документальный роман. Москва: Три квадрата, 2019.
  - итальянский перевод Fuga dalla Russia. Pisa: Pisa University Press, 2020.
- Yom Kippur in Amsterdam: Stories. Syracuse: Syracuse University Press, 2009.
  - расширенный русский перевод, Исчезновение Залмана. М., 2017.
- Waiting for America: A Story of Emigration. Syracuse: Syracuse University Press, 2007.
  - русский перевод В ожидании Америки: Документальный роман. Москва: Альпина нон-фикшн, 2013; 2-е изд, испр., 2016.
  - итальянский перевод Aspettando America: Storia di una migrazione. Pisa: Pisa University Press, 2017.

См. также литературный сайт Шраера.
Литературоведение, биография, Холокост:
- Nabokov e o Judaísmo: História e Memória antes e depois do Holocausto. São Paulo, 2023.
- Антисемитизм и упадок русской деревенской прозы. Спб., 2020.
- Бунин и Набоков. История соперничества. Москва: Альпина нон-фикшн, 2014. 2-e издание 2015; 3-е изд., испр. и расширенное, 2019; 4-6 изд., расширенное и дополненное, Бунин и Набоков: ученичество — мастерство — соперничество, 1917—1977), 2023.
  - китайский перевод, Харбин, 2016.
  - словацкий перевод, Братислава, 2016.
- I SAW IT: Ilya Selvinsky and the Legacy of Bearing Witness to the Shoah. Boston, 2013.
- Генрих Сапгир: классик авангарда (совместно с Д. Шраером-Петровым). Спб., 2004. 2-е изд., испр. Санкт-Петербург. 2016. 3-е изд., испр., Екатеринбург, 2017.
- Набоков: темы и вариации. Спб., 2000.
- Russian Poet/Soviet Jew: The Legacy of Eduard Bagritskii. Lanham, MA and London: Rowman & Littlefield, 2000.
- The World of Nabokov’s Stories. Austin, TX: University of Texas Press, 1998.

Антологии:
- An Anthology of Jewish-Russian Literature: Two Centuries of Dual Identity in Prose and Poetry, 1801—2001. 2 vols. Armonk, NY: M. E. Sharpe, 2007.
- Voices of Jewish-Russian Literature. An Anthology. Boston: Academic Studies Press, 2018.

Стихи:
- Война: Стихотворения 2023-2024. Тель-Авив: Издательство книжного магазина "Бабель", 2025.
- Параллельное письмо/Parallel Letters. Zug: Sandermoen, 2025.
- Стихи из айпада. Тель-Авив: Издательство книжного магазина "Бабель", 2022.
- Ньюхэйвенские сонеты. Providence: АPKA Publishers, 1998.
- Американский романс. Москва: Руслит, 1994.
- Табун над лугом. Нью-Йорк: Гнозис, 1990.
- Of Politics and Pandemics: Songs of a Russian Immigrant. Boston: M-Graphics Publishing, 2020.
- Kinship. Georgetown, KY: Finishing Line Press, 2024.

Под редакцией:
- The Parallel Universes of David Shrayer-Petrov: A Collection Published on the Occasion of the Writer’s 85th Birthday, ed. Roman Katsman, Maxim D. Shrayer, Klavdia Smola. Boston: Academic Studies Press, 2021.
- Параллельные вселенные Давида Шраера-Петрова: Сборник статей и материалов к 85-летию писателя. Под ред. Романа Кацмана, Клавдии Смолы, Максима Д. Шраера. Санкт-Петербург: Academic Studies Press/Bibliorossica, 2021.
- Studies in the History of Russian-Israeli Literature. Edited by Roman Katsman and Maxim D. Shrayer. Boston: Academic Studies Press, 2023.
- Очерки по истории русско-израильской литературы. Под ред. Романа Кацмана and Максима Д. Шраера. Boston: Academic Studies Press, 2023.

См. полный список публикаций Шраера на его сайте в Бостон Коллеже.

## Избранные интервью и выступления
- Максим Д. Шраер. Презентация 3-го издания книги Бунин и Набоков в Буквоеде на Невском
- Максим Д. Шраер. Автобиография перехода. Истории советских эмигрантов в США
- Максим Д. Шраер. Презентация книги „Исчезновение Залмана“ в Буквоеде на Невском
- Максим Д. Шраер. „Я американский продукт русской культуры и еврейской истории“
- Максим Д. Шраер. Второе дыхание. Если бы книга стала бестселлером…
- Максим Д. Шраер Автопортрет отказника в юности
- Интервью Сергею Медведеву/ФИНАМ 99.6 FM
- Максим Д. Шраер „Я ЭТО ВИДЕЛ“
- Интервью Голосу Америки
- Интервью Русскому журналу
- Интервью с писателем Максимом Д. Шраером
- Максим Шраер: „Писать по-английски или по-русски, это и судьба, и выбор“

## Видеоинтервью и буктрейлеры
- О книге „Бегство. Документальный роман“
- О книге „Voice of Jewish-Russian Literature“
- О книге „Бунин и Набоков. История соперничества“
- O книге „With or Without You“
- О книге „I SAW IT“
- О книге „Waiting for America“
- О книге „Yom Kippur in Amsterdam“
- О книге „В ожидании Америки: Документальный роман“
- Максим Д. Шраер В ожидании Америки в программе Феномен успеха OnineTV.ru
- Максим Д. Шраер в „Энциклопедии русской Америки“